# Leptoeme schawalleri
Leptoeme schawalleri är en skalbaggsart som beskrevs av Karl Adlbauer 2005. Leptoeme schawalleri ingår i släktet Leptoeme och familjen långhorningar. Inga underarter finns listade i Catalogue of Life.